# Associação Atlética Rodoviária
L'Associação Atlética Rodoviária, noto anche semplicemente come Rodoviária, era una società calcistica brasiliana con sede nella città di Manaus, capitale dello stato dell'Amazonas.

## Storia
L'Associação Atlética Rodoviária è stato fondato il 20 gennaio 1960 dai dipendenti del Departamento de Rodagens della città di Manaus. Nel 1971 fu finalista del Campionato Amazonense, dopo essere stato sconfitto in finale dal Fast Clube. Il Rodoviária ha partecipato al Campeonato Brasileiro Série B nel 1971, dove è stato eliminato alla seconda fase dal Remo. Il club ha vinto il Campionato Amazonense nel 1973, dopo aver sconfitto il Rio Negro in finale. Il Rodoviária venne sciolto nel 1976.

## Palmarès

### Competizioni statali
- Campionato Amazonense: 1

1973